# Сэвидж, Тед (футболист)
Роберт Эдвард Сэвидж (англ. Robert Edward Savage; 30 ноября 1911 — 30 января 1964), более известный как Тед Сэвидж (англ. Ted Savage) — английский футболист, хавбек, и тренер.

## Футбольная карьера
Уроженец Лаута, графство Линкольншир, Сэвидж начал футбольную карьеру в 1928 году в местном клубе «Линкольн Сити» в возрасте 17 лет. Провёл в команде три сезона, сыграв 100 официальных матчей и забив 3 мяча в рамках Третьего северного дивизиона и Кубка Англии.
В мае 1931 года перешёл в «Ливерпуль» за 2750 фунтов стерлингов. 26 сентября 1931 года дебютировал в основном составе в матче Первого дивизиона против «Гримсби Таун» на стадионе «Энфилд». «Ливерпуль» одержал в матче победу со счётом 4:0, а Сэвидж, сыгравший на позиции левого инсайда, отметился «дублем» в своём дебютном матче за клуб. Эти два гола в дебютном матче стали для него единственными в составе «Ливерпуля», хотя в дальнейшем он в основном играл на позиции хавбека или защитника. Он не смог сразу закрепиться в основном составе «Ливерпуля» и только в сезонах 1934/35 и 1935/36 провёл за команду более 20 матчей. 16 октября 1937 года провёл свой последний матч за «Ливерпуль»: это была игра против «Вулверхэмптон Уондерерс» на стадионе «Молинью». Всего за «Ливерпуль» Тед Сэвидж провёл 105 матчей.
В декабре 1937 года перешёл в «Манчестер Юнайтед», став одним из немногих игроков, которые переходили напрямую от клуба-соперника. 1 января 1938 года дебютировал за «Манчестер Юнайтед» в матче Второго дивизиона против «Ньюкасл Юнайтед» на стадионе «Сент-Джеймс Парк». Всего в сезоне 1937/38 он провёл за «Юнайтед» 5 матчей.
18 ноября 1938 года перешёл в валлийский клуб «Рексем». В сезоне 1938/39 провёл за команду 26 матчей в Третьем северном дивизионе Футбольной лиги. Следующий сезон был досрочно прекращён из-за начала войны.
В военное время в качестве гостевого игрока выступал за «Карлайл Юнайтед», «Вест Хэм Юнайтед», «Челси», «Фулхэм», «Миллуолл», «Саутпорт» и «Йорк Сити».
После войны работал тренером в Нидерландах в клубах ЗВВ и «Зебюргия».

## Личная жизнь
Женился в возрасте 25 лет — его супругой стала 26-летняя Энн Крайтон, уроженка Ливерпуля. Их брак был зарегистрирован 1 марта 1937 года в Ливерпуле. В 1942 году родилась дочь по имени Лорна Энн, а в 1951 году сын Роберт.

## Статистика выступлений
| Клуб              | Сезон            | Лига | Лига | Кубок | Кубок | Итого | Итого |
| Клуб              | Сезон            | Игры | Голы | Игры  | Голы  | Игры  | Голы  |
| ----------------- | ---------------- | ---- | ---- | ----- | ----- | ----- | ----- |
| Линкольн Сити     | 1928/29          | 13   | 1    | 0     | 0     | 13    | 1     |
| Линкольн Сити     | 1929/30          | 41   | 1    | 2     | 0     | 43    | 1     |
| Линкольн Сити     | 1930/31          | 42   | 1    | 2     | 0     | 44    | 1     |
| Линкольн Сити     | Итого            | 96   | 3    | 4     | 0     | 100   | 3     |
| Ливерпуль         | 1931/32          | 7    | 2    | 0     | 0     | 7     | 2     |
| Ливерпуль         | 1932/33          | 11   | 0    | 0     | 0     | 11    | 0     |
| Ливерпуль         | 1933/34          | 15   | 0    | 0     | 0     | 15    | 0     |
| Ливерпуль         | 1934/35          | 27   | 0    | 2     | 0     | 29    | 0     |
| Ливерпуль         | 1935/36          | 27   | 0    | 2     | 0     | 29    | 0     |
| Ливерпуль         | 1936/37          | 8    | 0    | 1     | 0     | 9     | 0     |
| Ливерпуль         | 1937/38          | 5    | 0    | 0     | 0     | 5     | 0     |
| Ливерпуль         | Итого            | 100  | 2    | 5     | 0     | 105   | 2     |
| Манчестер Юнайтед | 1937/38          | 4    | 0    | 1     | 0     | 5     | 0     |
| Манчестер Юнайтед | Итого            | 4    | 0    | 1     | 0     | 5     | 0     |
| Рексем            | 1937/38          | 26   | 0    | 0     | 0     | 26    | 0     |
| Рексем            | 1939/40          | 1    | 0    | 0     | 0     | 1     | 0     |
| Рексем            | Итого            | 26   | 0    | 0     | 0     | 26    | 0     |
| Всего за карьеру  | Всего за карьеру | 226  | 5    | 10    | 0     | 236   | 5     |